# Bernard Cornelius O’Riley
Bernard Cornelius O’Riley (* 10. Februar 1868 in Kapstadt, Kapkolonie; † 28. Juli 1956) war ein südafrikanischer römisch-katholischer Geistlicher und Apostolischer Vikar vom westlichen Kap der Guten Hoffnung.

## Leben
Bernard Cornelius O’Riley empfing am 1. November 1890 das Sakrament der Priesterweihe für das Apostolische Vikariat vom westlichen Kap der Guten Hoffnung.
Am 15. Juli 1925 ernannte ihn Papst Pius XI. zum Titularbischof von Phoba und zum Apostolischen Vikar vom westlichen Kap der Guten Hoffnung. Der Apostolische Vikar vom östlichen Kap der Guten Hoffnung, Hugh McSherry, spendete ihm am 6. Januar 1926 in der Kathedrale St. Mary in Kapstadt die Bischofsweihe; Mitkonsekratoren waren der Apostolische Vikar von Natal, Henri Delalle OMI, und der Apostolische Vikar von Transvaal, David O’Leary OMI.
Papst Pius XI. nahm am 6. Juni 1932 das von Bernard Cornelius O’Riley vorgebrachte Rücktrittsgesuch an.